# Liste der Baudenkmale in Schwasdorf
In der Liste der Baudenkmale in Schwasdorf sind alle denkmalgeschützten Bauten der Gemeinde Schwasdorf (Mecklenburg-Vorpommern) und ihrer Ortsteile aufgelistet (Stand 10. Februar 2021).

## Baudenkmale nach Ortsteilen

### Schwasdorf
| ID   | Lage                               | Bezeichnung                       | Beschreibung                                                                             | Bild |
| ---- | ---------------------------------- | --------------------------------- | ---------------------------------------------------------------------------------------- | ---- |
| 0907 | Am Gutshof 3/4/11/12/13/14 (Karte) | Gutsanlage mit Gutshaus und Stall | Sanierter 1-gesch., 9-achs, Putzbau aus der Mitte des 19. Jh. mit 2-gesch. Mittelrisalit |      |

### Poggelow
| ID   | Lage                            | Bezeichnung                                                                                 | Beschreibung | Bild                                                                                        |
| ---- | ------------------------------- | ------------------------------------------------------------------------------------------- | ------------ | ------------------------------------------------------------------------------------------- |
| 0857 | Poggelow 2 (Karte)              | Bahnhofsgebäude                                                                             |              |                                                                                             |
| 0858 | Poggelow 12/13/14/16/23 (Karte) | Gutsanlage mit Gutshaus, Park, Pferdestall, Schmiede und Garage (rechts neben dem Gutshaus) |              | Gutsanlage mit Gutshaus, Park, Pferdestall, Schmiede und Garage (rechts neben dem Gutshaus) |

### Remlin
| ID   | Lage                 | Bezeichnung | Beschreibung | Bild |
| ---- | -------------------- | ----------- | ------------ | ---- |
| 0873 | Remlin 75/76 (Karte) | Hallenhaus  |              |      |

### Stierow
| ID   | Lage                     | Bezeichnung                  | Beschreibung     | Bild |
| ---- | ------------------------ | ---------------------------- | ---------------- | ---- |
| 0915 | Stierow 14/15/16 (Karte) | Gutshaus, Speicher und Stall | 1-gesch. Putzbau |      |
| 0918 | Stierow 27/28 (Karte)    | Landarbeiterhaus             |                  |      |

## Quelle
Denkmalliste des Landkreises Rostock A ‐ Z (Stand: 10. Februar 2021; PDF, 497 KB)
- Karte mit allen Koordinaten:
- OSM |
- WikiMap